# Eugen Huber
Eugen Huber (Oberstammheim, 31 juli 1849 - Bern, 23 april 1923) was een Zwitsers jurist en politicus en opsteller van het Zwitsers Burgerlijk Wetboek van 1907.

## Biografie

### Afkomst en opleiding
Eugen Huber was een zoon van Konrad Huber, die arts was op het Zürichse platteland. Hij was tweemaal gehuwd, een eerste maal met Lina Weissert en een tweede maal met Maria Schuler.
Na zijn studies rechten aan de Universiteit van Zürich, de Universiteit van Genève en in Berlijn, behaalde Huber in 1872 een doctoraat aan de Universiteit van Zürich met een proefschrift over het Zwitserse erfrecht sinds het ontstaan van het Oude Eedgenootschap (Die Schweizerischen Erbrechte in ihrer Entwicklung seit der Ablösung des alten Bundes vom deutschen Reich). Nadien vervolledigde hij zijn opleiding in Wenen, waar hij les kreeg van Rudolf von Jhering, Johann Adolf Tomaschek en Lorenz von Stein.

### Professor
In mei 1873 werd hij redacteur bij de krant Neue Zürcher Zeitung, de krant waarvan hij in 1876 hoofdredacteur zou worden. Eind 1877 werd hij in Trogen hoofd van de politie en onderzoeksrechter.
In 1881 werd hij aan de Universiteit van Bazel tot professor benoemd in het federaal publiekrecht, het federaal burgerlijk recht en de geschiedenis van het Zwitsers recht. Van 1882 tot 1892 was hij professor rechtsgeschiedenis, handelsrecht en Duits publiekrecht aan de Universiteit van Halle-Wittenberg, in het Duitse Keizerrijk. Zijn vriendschap met Rudolf Stammler en Max von Rümelin had een sterke invloed op Hubers rechtsopvattingen. Na zijn terugkomst in Zwitserland in 1892 werd hij professor aan de Universiteit van Bern, waar hij Zwitsers privaatrecht, rechtsgeschiedenis en rechtsfilosofie zou doceren. In die periode was Emil Beck een van zijn assistenten. Onder zijn leerlingen bevond zich onder meer August Egger, Paul Mutzner, en Ernst Hafter.

### Opsteller van het Zwitsers Burgerlijk Wetboek
In 1884 kreeg Huber van de Schweizerische Juristenverein de opdracht om een vergelijkende studie te maken van de 25 kantonnale rechtssystemen met het oog op de unificatie van het burgerlijk recht in Zwitserland. Tussen 1886 en 1893 bracht hij in dat verband het vierdelige System und Geschichte des schweizerischen Privatrechts uit, waarvan de eerste drie boekdelen een vergelijkende studie omvatten van de verscheidene kantonnale rechtsregels en het vierde boekdeel ingaat op de geschiedenis van het Zwitserse burgerlijk recht.
Vervolgens kreeg Huber van het Departement van Justitie en Politie de opdracht om een voorontwerp uit te werken voor een federaal burgerlijk wetboek, wat leidde tot de publicatie van een voorontwerp in 1900. In die taak werd hij onder meer bijgestaan door Virgile Rossel en Fritz Ernst Bühlmann. Huber was een traditionalist die niettemin openstond voor innovaties, die het respect voor lokale tradities en het innovatieve verlangen naar een nationale codificatie met elkaar diende te verzoenen. Hij slaagde erin een corpus uit te werken met bepalingen die de uiteenlopende burgerrechtelijke kantonnale wetgeving wist te harmoniseren, waarbij appreciatiemarge werd toegekend aan de rechtbanken.
La loi régit toutes les matières auxquelles se rapportent la lettre ou l'esprit de l'une de ses dispositions.
A défaut d'une disposition légale applicable, le juge prononce selon le droit coutumier et, à défaut d'une coutume, selon les règles qu'il établirait s'il avait à faire acte de législateur.
Il s'inspire des solutions consacrées par la doctrine et la jurisprudence.— Artikel 1 van het Zwitsers Burgerlijk Wetboek.

Hubers werk was niet vrij van kritiek. Zo leverde Emilie Kempin-Spyri, de eerste Zwitserse vrouwelijke juriste, in 1894 kritiek op het voorontwerp wat betreft het huwelijksvermogensrecht, daar dit te weinig in het voordeel zou zijn voor vrouwen.
Het voorontwerp werd in 1907 voorgelegd aan de Kantonsraad en de Nationale Raad, de beide kamers van de Bondsvergadering, het Zwitsers federaal parlement. Op 10 december 1907 werd het Zwitsers Burgerlijk Wetboek aangenomen. De inwerkingtreding volgde op 1 januari 1912. Het Wetboek diende in 1926 in Turkije tot inspiratiebron voor het seculiere regime van Kemal Atatürk bij het opstellen van een nieuw Turks Burgerlijk Wetboek.
Als jurist verbonden aan het Departement van Justitie en Politie zou Huber later Zwitserland vertegenwoordigen aan het Permanent Hof van Arbitrage in Den Haag.

### Politicus
Bij de federale parlementsverkiezingen van 1902 werd Huber verkozen in de Nationale Raad, waar hij zetelde vanaf 1 december 1902. Hij werd herverkozen in 1905 en in 1908. Bij de verkiezingen van 1911 kwam er op 3 december 1911 een einde aan zijn parlementair mandaat.

### Rechtstheoreticus
Slechts op het einde van zijn leven zette Huber zijn rechtstheorie systematisch uiteen in een werk getiteld Recht und Rechtsverwirklichung (1921). In zijn opvatting komt de rechter een grote macht toe, met name die van het aanvullen van de leemten in de wet. Maar deze wetgevende activiteit mag evenwel niet willekeurig zijn. De grote verdienste van Huber was dat hij de creatieve activiteit van de rechter beperkte door er andere dan juridische bronnen bij te betrekken, zoals gewoonten, rechtsleer en rechtspraak. In 1922 verscheen Das Absolute im Recht, een werk dat in zekere zin zijn juridisch testament was.
Als neokantiaan was Huber van mening dat het recht niet kan worden herleid tot louter het positief recht. Naar zijn visie is er naast het positief recht ook het idee van rechtvaardig recht dat voortkomt uit de rede en het juridische geweten van het individu, een idee dat zowel de basis als het ideaal is waar het positieve recht naar neigt. In dat opzicht vloeit de inhoud van elke rechtsorde volgens hem voort uit de combinatie van de idee van rechtvaardig recht met sociologische contingenties en lokale culturele realiteiten.

## Onderscheidingen
- Doctor honoris causa aan de Universiteit van Zürich (1907; 1922)[9]
- Doctor honoris causa aan de Universiteit van Genève (1909)[9]
- Doctor honoris causa aan de Rijksuniversiteit Groningen[9]

## Trivia

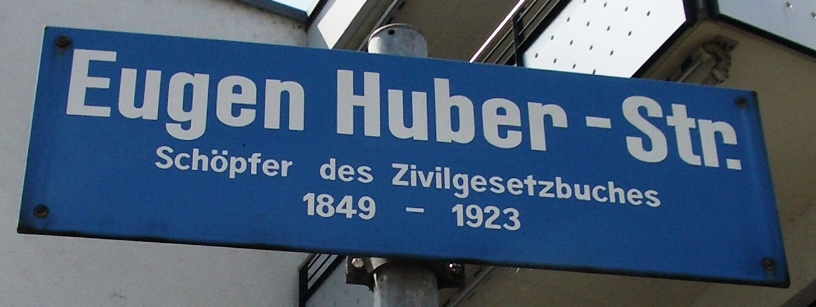
Straatnaambord van de Eugen Huber-Strasse in Zürich.

- In Zürich werd een straat vernoemd naar Huber, de Eugen Huber-Strasse.
- Huber was een vriend van Hans Fritzsche.[10]

## Werken
- (de)  Die Schweizerischen Erbrechte in ihrer Entwicklung seit der Ablösung des alten Bundes vom deutschen Reich, 1872 (doctoraal proefschrift).
- (de)  Die historische Grundlage des ehelichen Güterrechts der Berner Handfeste, 1884.
- (de)  System und Geschichte des schweizerischen Privatrechtes, (volume 1; 1886), (volume 2; 1888), (volume 3; 1889), (volume 4; 1893).
- (de)  Rechtseinheit und reform des schweizerischen erbrechts, 1895.
- (de)  Im Schweizerhaus. Eine Stimme aus dem Volke über die Rechtseinheit, 1898.
- (de)  Zur Frage der Neugestaltung des schweizerischen Hypothekenrechtes, 1898.
- (de)  Die Stellung der Frau im Entwurf eines schweizerischen Civilgesetzbuches, 1901.
- (de)  Die Eigentümerdienstbarkeit. Ein Beitrag zu ihrer Rechtfertigung, 1902.
- (de)  Die Ansprüche der Witwe an das eheliche Vermögen nach den kantonalen Rechten, 1904.
- (de)  Die Naturalisation in der Schweiz nach Bundes- und Vertragsrecht, 1912.
- (de)  Ueber die Realien der Gesetzgebung, 1913.
- (de)  Das Absolute im Recht. Schematischer Aufbau einer Rechtsphilosophie, 1922.
- (de)  Die Liquidität in neuester Zeit unter besonderer Berücksichtigung der Kreditgenossenschaften, 1926.
- (de)  Huber, E., Reber, M. en Hurni, Ch., "Die Erläuterungen von Eugen Huber. Text des Vorentwurfs von 1900" in Berner Kommentar, 2007.